# فلاديمير فيسلي
فلاديمير فيسلي هو لاعب كرة قدم سلوفاكي في مركز الدفاع، ولد في 8 يوليو 1976 في جيلينا في سلوفاكيا. لعب مع دوكلا بانسكا بيستريتسا ‏.

## وصلات خارجية
- فلاديمير فيسلي على موقع قاعدة بيانات كرة القدم.إي يو (الإنجليزية)
- فلاديمير فيسلي على موقع Soccerway.com (الإنجليزية)